# Demografía de Europa

Distribución de la población de los países (sin incluir las Islas Canarias) pertenecientes a la UE y la EFTA, incluyendo países candidatos. (2007).
< 80
habitantes por km²
< 50 – 100 habitantes por km²
< 100 – 150 habitantes por km²
< 150 – 300 habitantes por km²
< 300 – 1 000 habitantes por km²
> 1000 habitantes por km²
No hay datos

Crecimiento y declinación de la población en Europa.

Son las cifras correspondientes a la demografía de Europa varían según cuál es la definición usada para representar a las fronteras europeas. La población dentro de los límites físicos y geográficos fue de  millones en 2005, según las Naciones Unidas. En 2010, la población es de 711 millones, usando la definición que se ha usado durante siglos para definir Europa, la cual dice que las fronteras de Europa se encuentran en las divisiones continentales del Cáucaso y de los montes Urales, incluyendo así las zonas pobladas de Rusia, y una parte de Turquía. El crecimiento de la población es relativamente lento, y la edad media relativamente alta comparada con los otros continentes.
Desde el Renacimiento, Europa ha tenido una influencia dominante en la cultura, la economía y los movimientos sociales en el mundo. La demografía europea es importante no sólo históricamente, sino también en entender relaciones internacionales actuales y cuestiones de las personas.

## Población de Europa
Las poblaciones se actualizan el día uno de cada mes.
| País                    | Superficie (km²) | Población   | Densidad de población (por km²) | Capital             |
| ----------------------- | ---------------- | ----------- | ------------------------------- | ------------------- |
| Albania                 | 28 748           | 2 875 014   | 100,00                          | Tirana              |
| Alemania                | 357 021          | 83 871 923  | 234,92                          | Berlin              |
| Andorra                 | 468              | 78 281      | 167,27                          | Andorra la Vieja    |
| Armenia                 | 29 743           | 3 005 719   | 101,06                          | Ereván              |
| Austria                 | 83 858           | 9 116 940   | 108,72                          | Viena               |
| Azerbaiyán              | 86 600           | 10 693 051  | 123,58                          | Bakú                |
| Bélgica                 | 30 510           | 11 889 805  | 389,70                          | Bruselas            |
| Bielorrusia             | 207 600          | 9 454 020   | 45,54                           | Minsk               |
| Bosnia y Herzegovina    | 51 129           | 3 272 991   | 64,01                           | Sarajevo            |
| Bulgaria                | 110 910          | 6 770 195   | 61,04                           | Sofía               |
| Ciudad del Vaticano     | 0,44             | 764         | 1 736,36                        | Ciudad del Vaticano |
| Croacia                 | 56 542           | 4 056 569   | 71,74                           | Zagreb              |
| Chipre                  | 9 251            | 1 258 611   | 136,05                          | Nicosia             |
| Dinamarca               | 43 094           | 5 884 627   | 136,55                          | Copenhague          |
| Eslovaquia              | 48 845           | 5 474 566   | 112,08                          | Bratislava          |
| Eslovenia               | 20 273           | 2 091 520   | 103,17                          | Liubliana           |
| España                  | 505 990          | 49 077 984  | 97,00                           | Madrid              |
| Estonia                 | 45 226           | 1 309 808   | 28,96                           | Tallin              |
| Feroe (Dinamarca)       | 1 399            | 49 652      | 35,49                           | Tórshavn            |
| Finlandia               | 336 593          | 5 652 973   | 16,79                           | Helsinki            |
| Francia                 | 551 695          | 66 638 431  | 120,79                          | París               |
| Georgia                 | 69 700           | 3 794 079   | 54,43                           | Tiflis              |
| Gibraltar (Reino Unido) | 5,9              | 34 084      | 5 776,95                        | Gibraltar           |
| Grecia                  | 131 940          | 10 273 103  | 77,86                           | Atenas              |
| Guernsey (Reino Unido)  | 78               | 63 544      | 814,67                          | St. Peter Port      |
| Hungría                 | 93 030           | 9 543 224   | 102,58                          | Budapest            |
| Irlanda                 | 70 280           | 4 973 469   | 70,77                           | Dublín              |
| Islandia                | 103 000          | 350 267     | 3,40                            | Reikiavik           |
| Italia                  | 301 230          | 61 208 911  | 203,20                          | Roma                |
| Jersey (Reino Unido)    | 116              | 111 803     | 963,81                          | Saint Helier        |
| Kazajistán              | 148 000          | 1 000       | 6,76                            | Astaná              |
| Kosovo (Estado)         | 10 908           | 1 771 260   | 162,38                          | Pristina            |
| Letonia                 | 64 589           | 1 804 405   | 27,84                           | Riga                |
| Liechtenstein           | 160              | 39 129      | 244,56                          | Vaduz               |
| Lituania                | 65 200           | 2 558 906   | 39,25                           | Vilna               |
| Luxemburgo              | 2 586            | 680 166     | 263,02                          | Luxemburgo          |
| Macedonia               | 25 713           | 2 096 961   | 81,55                           | Skopie              |
| Malta                   | 316              | 446 877     | 1 414,16                        | La Valeta           |
| Man (Reino Unido)       | 572              | 84 710      | 148,09                          | Douglas             |
| Moldavia                | 33 843           | 4 025 291   | 118,94                          | Chisináu            |
| Mónaco                  | 1,95             | 38 905      | 19 951,28                       | Mónaco              |
| Montenegro              | 13 812           | 631 261     | 45,70                           | Podgorica           |
| Noruega                 | 324 220          | 5 692 065   | 17,56                           | Oslo                |
| Países Bajos            | 41 526           | 17 367 415  | 418,23                          | Ámsterdam           |
| Polonia                 | 312 685          | 37 897 185  | 122,36                          | Varsovia            |
| Portugal                | 91 568           | 10 020 932  | 109,44                          | Lisboa              |
| Reino Unido             | 244 820          | 69 506 575  | 283,91                          | Londres             |
| República Checa         | 78 866           | 10 730 072  | 136,05                          | Praga               |
| Rumania                 | 238 391          | 18 670 156  | 78,32                           | Bucarest            |
| Rusia europea           | 3 960 000        | 109 563 403 | 27,6                            | Moscú               |
| San Marino              | 61               | 35 406      | 580,43                          | San Marino          |
| Serbia                  | 88 361           | 8 586 025   | 97,17                           | Belgrado            |
| Suecia                  | 449 964          | 10 421 867  | 23,16                           | Estocolmo           |
| Suiza                   | 41 290           | 9 049 896   | 219,18                          | Berna               |
| Turquía europea         | 23 764           | 12 231 038  | 514,69                          | Ankara              |
| Ucrania                 | 603 628          | 33 678 000  | 55,79                           | Kiev                |
| Total                   | 10 180 000       | 752 177 780 | 73,89                           | Europa              |